# Virtuoz
Virtuoz (latinsko: veščina, odlika) je glasbenik, ki je nadpovprečno spreten pri obvladovanju tehničnih veščin izvajanja na glasbeni instrument. S tem nazivom pogosto poimenujemo tudi umetnike drugih (neglasbenih) zvrsti, ki imajo opravka z motoričnimi spretnostmi.

## Virtuozi resne glasbe
Klavir: Vladimir Ashkenazy, Keith Jarrett, Martha Argerich, Franz Liszt, Wolfgang Amadeus Mozart, Dimitris Sgouros
Violina: Pietro Locatelli, Stefan Milenković, Niccolò Paganini, Antonio Vivaldi, Anne-Sophie Mutter

## Virtuozi zabavne glasbe
Elektronske klaviature: Chick Corea, Joey DeFrancesco, Keith Emerson, Brian Eno, Lyle Mays, Jordan Rudess, Rick Wakeman, Richard Wright, Joe Zawinul.
Kitara: Jimmy Page, Vicente Amigo, The Edge, Manuel Barrueco, Jeff Beck, Jason Becker, Eric Clapton, Lenny Breau, Robert Fripp, Paul Gilbert, David Gilmour, Steve Hackett, Michael Hedges, Jimi Hendrix, Allan Holdsworth, Alex Lifeson, Albert Lee, Brent Mason, Pat Metheny, Steve Morse, Joe Pass, Django Reinhardt, Joe Satriani, John Scofield, Mike Stern, Ron Thal,  Steve Vai, John Williams, Eddie Van Halen, John Petrucci, Frank Zappa,  Yngwie Malmsteen.
Tolkala: Carter Beauford, John Bonham, Brian Blade, Bill Bruford, Terry Bozzio, Vinnie Colaiuta, Phil Collins, Steve Gadd, Trilok Gurtu, Neil Peart, Roy Haynes, Horacio »El Negro« Hernandez, Jack DeJohnette,  Elvin Jones, Keith Moon, Rod Morgenstein, Helge Andreas Norbakken, Simon Phillips, Mike Portnoy,  Max Roach, Antonio Sanchez, Dave Weckl, Dennis Chambers, Buddy Rich.

## Virtuozi ljudske glasbe
Sitar: Ravi Shankar.